# Colleuse
 (avril 2017).
Si vous disposez d'ouvrages ou d'articles de référence ou si vous connaissez des sites web de qualité traitant du thème abordé ici, merci de compléter l'article en donnant les références utiles à sa vérifiabilité et en les liant à la section « Notes et références ».

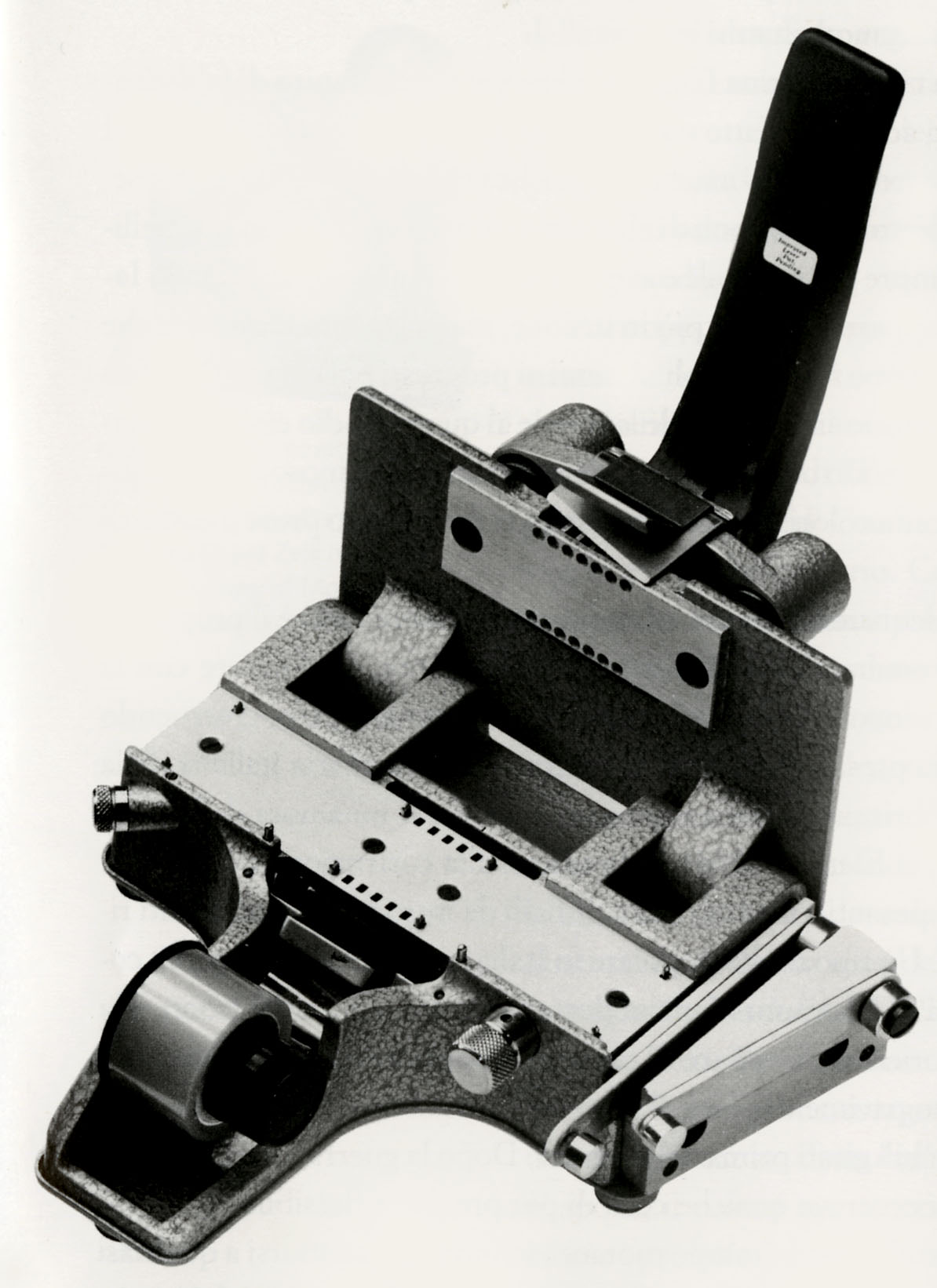
La colleuse Catozzo, modèle le plus commun en Europe : on remarque le dévidoir de scotch en bas, les double-cuter en haut qui permettent que le scotch ne dépasse pas, et un petit levier à droite, pour couper les pellicules.

La colleuse ou colleuse-monteuse est un appareil de montage permettant de découper puis de recoller des morceaux de pellicule cinématographique.

## Description

Pellicule 35 mm avec bande sonore

Elle se présente sous forme de pince, avec un plateau bas, muni de huit crans, sur lesquels on peut horizontalement emboiter les perforations de quatre images (16 crans de largeur); l'intérêt étant de pouvoir fixer deux pellicules différentes côte-à-côte et qu'elles soient parfaitement ajustées. La partie supérieure amovible permet de maintenir les deux pellicules sur le plateau pendant le collage, à l'aide de ruban adhésif.
Les crans étant parfaitement ajustés, une colleuse ne convient qu'à une taille de pellicule (la plupart sont conçues pour les films au format 35 mm). Par contre, elle s'utilise sur tous types de format (avec ou sans bande sonore, normal ou anamorphosé...).
Il est assez intéressant de remarquer que les coupures dans la bande son, bien que brusques, ne "sautent" pas une fois le film projeté. Le ruban adhésif, en revanche, se voit pour les yeux avertis, et c'est pour cette raison que l'on a toujours tendance à "raccourcir" les bandes de pellicules précédemment collées lors d'un remontage pour ne pas coller deux fois les mêmes images.

## Usage
Souvent, le dévidoir de ruban adhésif et le cuter, permettant de couper bien droit entre deux images, sont intégrées à l'appareil. La colleuse est la plupart du temps associée à une table de montage, munie de plusieurs plateaux motorisées permettant de dérouler les bobines sources et d'enrouler la bobine de film montée.
La colleuse est principalement utilisée pour le montage des films, ainsi que dans les cinémas pour l'assemblage des parties à projeter.
Avec l’avènement massif des projecteurs numérique, les colleuses, comme tout le matériel analogique, disparaissent des cinémas pour ne plus servir qu'au montage des rares films encore tournés sur pellicule.